# Кулидж, Дженнифер
Дже́ннифер О́дри Ку́лидж (англ. Jennifer Audrey Coolidge; род. 28 августа 1961) — американская комедийная актриса, стендап-комик и сценарист, лауреат премий «Эмми», «Золотой глобус» и Гильдии киноактеров Америки. Наиболее известна по роли мамы Стифлера в серии фильмов «Американский пирог», мачехи Хилари Дафф в фильме «История Золушки» и мастера маникюра Паулет в «Блондинке в законе» и её продолжении. Также Кулидж известна по своим ролям в телесериалах «Джоуи» и «Тайная жизнь американского подростка». С 2012 по 2017 год она играла роль Софи Кучински в ситкоме «Две девицы на мели»; в 2021 и 2022 году исполнила роль Тани Макуэйд в сериале HBO «Белый лотос», за который получила всеобщее признание критиков и зрителей.

## Биография
Дженнифер Кулидж родилась в Бостоне. Ее родители — Гретхен (Кнауфф) и Пол Констант Кулидж. Отец Дженнифер занимается производством пластмассы. В детстве будущая актриса мечтала стать профессиональной певицей. Она посещала школу в Норуэлле, Массачусетс, и колледж Эмерсон в Бостоне. Получив диплом, переехала в Нью-Йорк и присоединилась к группе импровизаторов в Готэм-сити, а затем переехала вновь, на этот раз в Лос-Анджелес, где стала участником комедийной труппы Groundlings Main Company.
Высокая блондинка с пышными формами, Дженнифер Кулидж наиболее известна по своим характерным комедийным ролям эксцентричных женщин в возрасте на большом и малом экранах. Кулидж провела большую часть 1990-х, выступая в элитной труппе Groundlings, а между представлениями появлялась на телевидении, в таких ситкомах как «Сайнфелд». Она добилась известности в 1999 году после выхода фильма «Американский пирог», где сыграла роль матери Стифлера, после чего в американской культуре закрепился сленг MILF. Кулидж также снялась в сиквелах: «Американский пирог 2», «Американский пирог: Свадьба» и «Американский пирог: Все в сборе».
Кулидж сыграла роль мачехи героини Хилари Дафф в фильме 2004 года «История Золушки», а также маникюрши Риз Уизерспун в комедиях «Блондинка в законе» и Блондинка в законе 2. На телевидении она известна по роли Бобби Морганстерн, агента заглавного героя в ситкоме «Джоуи», где снималась с 2004 по 2006 год. Ранее она была гостем в ситкоме «Друзья», чьим спин-оффом является «Джоуи», где сыграла Аманду, бывшую соседку Фиби и Моники.
Кулидж снялась в фильмах-пародиях «Киносвидание» и «Очень эпическое кино». Также она известна по своим драматическим ролям в фильмах «Плохой лейтенант», где сыграла жену-алкоголичку отца Николаса Кейджа, а также умирающей от рака женщины в телефильме «Живое доказательство». Также она сыграла роль бывшей проститутки Бетти Бойкович в телесериале «Тайная жизнь американского подростка» в период между 2008—2012 годами.
В октябре 2011 года Дженнифер Кулидж была приглашена на роль польской леди Софи Кучински, взбалмошной соседки двух главных героинь, в комедийный телесериал «Две девицы на мели». Персонаж был специально разработан под Кулидж. В первом сезоне она появлялась в шоу как приглашённая звезда, а со второго была повышена до регулярного состава.
В 2014 году можно было увидеть актрису в комедии «Александр и ужасный, кошмарный, нехороший, очень плохой день» со Стивом Кареллом, а в 2015 году — в картине «Элвин и бурундуки: Грандиозное бурундуключение». В 2020 году она снялась в комедии «Гламурные боссы», где её коллегами по съёмочной площадке были Сальма Хайек и Роуз Бирн.
В 2021 году в мировой прокат вышел триллер «Девушка, подающая надежды» при участии Кулидж с Кэри Маллиган в главной роли.
В 2021 и 2022 году Кулидж исполнила роль Тани Макуэйд в двух сезонах сериала HBO «Белый лотос», за который была удостоена двух премий «Эмми», премии «Золотой Глобус», двух премий «Выбор критиков» и двух наград премии Гильдии киноактёров США. В 2023 году Кулидж, вместе с коллегой по сериалу «Белый лотос» Обри Плазой, была включена в список ТОП-100 самых влиятельных людей мира по версии издания Time.

## Личная жизнь
В свободное от работы время актриса занимается благотворительностью: выступает в поддержку больных СПИДом, а также за права животных.
Кулидж живет на два дома: один находится в Голливуде, другой — в Новом Орлеане.
Одно время она встречалась с комиком Крисом Кэттэном.

## Избранная фильмография

### Фильмы
| Год  | Название на русском                                          | Название на английском                                      | Роль                        | Примечания |
| ---- | ------------------------------------------------------------ | ----------------------------------------------------------- | --------------------------- | ---------- |
| 1995 | Не с этой Земли                                              | Not of this Earth                                           | медсестра                   |            |
| 1995 | Бадья крови                                                  | A Bucket of Blood                                           | глупая девушка              |            |
| 1995 | Любовь и счастье                                             | Love and Happiness                                          | Jeringir                    |            |
| 1997 | Тривиальное чтиво                                            | Plump Fiction                                               | Sister Sister               |            |
| 1997 | Процесс и ошибка                                             | Trial and Error                                             | Jacqueline 'Jackie' Turreau |            |
| 1998 | Реквием мафии                                                | Brown’s Requiem                                             | Helen                       |            |
| 1998 | Хлопушка и Вонючки                                           | Slappy and the Stinkers                                     | Harriet                     |            |
| 1998 | Ночь в Роксбери                                              | A Night at the Roxbury                                      | Hottie Cop                  |            |
| 1999 | Американский пирог                                           | American Pie                                                | Jeanine Stifler             |            |
| 1999 | Остин Пауэрс: Шпион, который меня соблазнил                  | Austin Powers: The Spy Who Shagged Me                       | Woman at Football Game      |            |
| 2000 | Победители шоу                                               | Best in Show                                                | Sherri Ann Ward Cabot       |            |
| 2000 | Клуб разбитых сердец: Романтическая комедия                  | The Broken Hearts Club: A Romantic Comedy                   | Betty                       |            |
| 2001 | Американский пирог 2                                         | American Pie 2                                              | Stifler’s Mom               | камео      |
| 2001 | Блондинка в законе                                           | Legally Blonde                                              | Полетт Бонафонте            |            |
| 2001 | Пути Тэнг                                                    | Pootie Tang                                                 | Ireenie                     |            |
| 2001 | Обратно на Землю                                             | Down To Earth                                               | Mrs. Wellington             |            |
| 2001 | Образцовый самец                                             | Zoolander                                                   | American Designer           |            |
| 2003 | Американский пирог: Свадьба                                  | American Wedding                                            | Jeanine Stifler             |            |
| 2003 | Блондинка в законе 2                                         | Legally Blonde 2: Red, White & Blonde                       | Полетт Бонафонте            |            |
| 2003 | Могучий ветер                                                | A Mighty Wind                                               | Amber Cole                  |            |
| 2003 | Каролина                                                     | Carolina                                                    | Aunt Marilyn                |            |
| 2003 | Тестостерон                                                  | Testosterone                                                | Louise                      |            |
| 2003 |                                                              | As Virgins Fall                                             | Janice Denver               |            |
| 2004 | Лемони Сникет: 33 несчастья                                  | Lemony Snicket’s A Series of Unfortunate Events             | белолицая женщина           |            |
| 2004 | История Золушки                                              | A Cinderella Story                                          | Fiona Montgomery            |            |
| 2005 | Роботы                                                       | Robots                                                      | Aunt Fanny                  | озвучка    |
| 2006 | Клик: С пультом по жизни                                     | Click                                                       | Janine                      |            |
| 2006 | Американская мечта                                           | American Dreamz                                             | Martha Kendoo               |            |
| 2006 | Киносвидание                                                 | Date Movie                                                  | Roz Fockyerdoder            |            |
| 2006 | На ваш суд                                                   | For Your Consideration                                      | Whitney Taylor Brown        |            |
| 2007 | Очень эпическое кино                                         | Epic Movie                                                  | White Bitch                 |            |
| 2008 | Доктор Дулиттл 4: Хвост главы                                | Dr. Dolittle: Tail to the Chief                             | Daisy                       | озвучка    |
| 2008 | Таинственный портал                                          | Foreign Exchange                                            | Principal Lonnatini         |            |
| 2008 | Игорь                                                        | Igor                                                        | Jaclyn/Heidi                | озвучка    |
| 2008 | Блюзмены                                                     | Soul Men                                                    | Rosalee                     |            |
| 2009 | Сдохни!                                                      | ExTerminators                                               | Stella                      |            |
| 2009 | Плохой лейтенант                                             | The Bad Lieutenant: Port of Call New Orleans                | Genevieve                   |            |
| 2009 | Хорошие похороны                                             | A Good Funeral                                              | Helen                       |            |
| 2009 | Необузданные джентльмены                                     | Gentlemen Broncos                                           | Judith                      |            |
| 2010 | Бизнес ради любви                                            | Beauty and the Briefcase                                    | Felisa                      |            |
| 2010 | Пиковый валет                                                | The Jack of Spades                                          | Monica                      |            |
| 2011 | Мангус!                                                      | Mangus!                                                     | Cookie Richardson           |            |
| 2012 | Американский пирог: Все в сборе                              | American Reunion                                            | Jeanine Stifler             |            |
| 2013 | Остинленд                                                    | Austenland                                                  | Мисс Элизабет Чарминг       |            |
| 2014 | Александр и ужасный, кошмарный, нехороший, очень плохой день | Alexander and the Terrible, Horrible, No Good, Very Bad Day | мисс Саггс                  |            |
| 2015 | Элвин и бурундуки: Грандиозное бурундуключение               | Alvin and the Chipmunks: The Road Chip                      | мисс Прайс                  | камео      |
| 2015 | В ад и обратно                                               | Hell and Back                                               | Дюрмесса                    | озвучка    |
| 2016 | Талисманы                                                    | Mascots                                                     | Джолин                      |            |
| 2017 | Эмоджи фильм                                                 | The Emoji Movie                                             | Мэри Ме                     | озвучка    |
| 2020 | Гламурные боссы                                              | Like a Boss                                                 | Сидни                       |            |
| 2020 | Девушка, подающая надежды                                    | Promising Young Woman                                       | Сьюзан Томас                |            |
| 2020 | Болванчики                                                   | Bobbleheads: The Movie                                      | Бинки                       | озвучка    |
| 2021 | Лебединая песня                                              | Swan Song                                                   | Ди Ди Дейл                  |            |
| 2021 | Арло, мальчик-аллигатор                                      | Arlo the Alligator Boy                                      | Стаки                       | озвучка    |
| 2021 | Компания на праздники                                        | Single All the Way                                          | тетя Сэнди                  |            |
| 2023 | Моя пиратская свадьба                                        | Shotgun Wedding                                             | Кэрол Фаулер                |            |
| 2023 | У нас привидение!                                            | We Have a Ghost                                             | Джуди Романо                |            |
| 2025 | Minecraft в кино                                             | A Minecraft Movie                                           | Марлен                      |            |

### Телевидение
| Год       | Название на русском                  | Название на английском                   | Роль                                 | Примечания                                                             |
| --------- | ------------------------------------ | ---------------------------------------- | ------------------------------------ | ---------------------------------------------------------------------- |
| 1993      | Сайнфелд                             | Seinfeld                                 | Jodi                                 | 1 эпизод                                                               |
| 1994      |                                      | SheTV                                    | Various                              |                                                                        |
| 1997—1999 | Царь горы                            | King of the Hill                         | Miss Kremzer                         | 4 эпизода                                                              |
| 2001      | Фрейзер                              | Frasier                                  | Frederica                            | 1 эпизод                                                               |
| 2003      | Секс в большом городе                | Sex and the City                         | Victoria                             | 1 эпизод                                                               |
| 2003      | Друзья                               | Friends                                  | Amanda Buffamontesi                  | 1 эпизод                                                               |
| 2003      | Как говорит Джинджер                 | As Told by Ginger                        | Nikki Laporte                        | 3 эпизода                                                              |
| 2003—2004 | Как сказал Джим                      | According to Jim                         | Roxanne                              | 3 эпизода                                                              |
| 2004      | Отец прайда                          | Father of the Pride                      | Tracy (voice)                        | 1 эпизод                                                               |
| 2004—2006 | Джоуи                                | Joey                                     | Bobbie Morganstern                   | 46 эпизодов                                                            |
| 2007—2009 | Части тела                           | Nip/Tuck                                 | Candy Richards/CoCo                  | 3 эпизода                                                              |
| 2008      | Ищейка                               | The Closer                               | Angie Serabian                       | 1 эпизод                                                               |
| 2008—2012 | Тайная жизнь американского подростка | The Secret Life of the American Teenager | Бетти                                | 35 эпизодов                                                            |
| 2009      |                                      | Kath & Kim                               | Lenore                               | 1 эпизод                                                               |
| 2009      |                                      | Party Down                               | Bobbie St. Brown                     | 2 эпизода                                                              |
| 2010—2011 |                                      | LEGO Hero Factory                        | Daniella Capricorn                   | 4 эпизода                                                              |
| 2011      | Рыбология                            | Fish Hooks                               | Ms. Lips                             | мисс Липс                                                              |
| 2012      | Gravity Falls                        | Gravity Falls                            | Lazy Susan                           | Ленивая Сюзен                                                          |
| 2012—2017 | Две девицы на мели                   | 2 Broke Girls                            | Зофия «Софи» Качиньски / Голишевская | Второстепенная роль (1-й сезон), главная роль (сезоны 2—6) 123 эпизода |
| 2015      | Хор                                  | Glee                                     | Уитни Пирс                           | 2 эпизода                                                              |
| 2021—2022 | Белый лотос                          | The White Lotus                          | Таня МакКуойд-Хант                   | 13 эпизодов                                                            |
| 2022      | Наблюдатель (1 сезон)                | The Watcher                              | Карен Кэлхоун                        | 7 эпизодов                                                             |

## Награды и номинации
| Премия                        | Год  | Фильм/Сериал          | Категория                                                                | Результат |
| ----------------------------- | ---- | --------------------- | ------------------------------------------------------------------------ | --------- |
| Эмми                          | 2022 | Белый лотос           | Лучшая женская роль второго плана в мини-сериале или телефильме          | Победа    |
| Эмми                          | 2023 | Белый лотос           | Лучшая женская роль второго плана в драматическом сериале                | Победа    |
| Золотой глобус                | 2022 | Белый лотос           | Лучшая женская роль второго плана — сериал, мини-сериал или телефильм    | Номинация |
| Золотой глобус                | 2023 | Белый лотос           | Лучшая женская роль второго плана — мини-сериал или телефильм            | Победа    |
| Гильдия киноактеров Америки   | 2022 | Белый лотос           | Лучшая женская роль в мини-сериале или телефильме                        | Номинация |
| Гильдия киноактеров Америки   | 2023 | Белый лотос           | Лучшая женская роль в драматическом сериале                              | Победа    |
| Гильдия киноактеров Америки   | 2023 | Белый лотос           | Лучший актёрский состав в драматическом сериале                          | Победа    |
| AACTA                         | 2022 | Белый лотос           | Лучшая женская роль в сериале                                            | Номинация |
| AACTA                         | 2023 | Белый лотос           | Лучшая женская роль в сериале                                            | Победа    |
| Выбор критиков                | 2022 | Белый лотос           | Лучшая женская роль второго плана в мини-сериале или телефильме          | Победа    |
| Выбор критиков                | 2023 | Белый лотос           | Лучшая женская роль второго плана в драматическом сериале                | Победа    |
| Выбор критиков                | 2023 | Наблюдатель           | Лучшая женская роль в хоррор-сериале                                     | Номинация |
| Дориан                        | 2022 | Белый лотос           | Лучшая роль второго плана в сериале                                      | Победа    |
| Дориан                        | 2022 | —                     | Приз Wilde Artist                                                        | Номинация |
| Дориан                        | 2022 | —                     | Приз Wilde Wit                                                           | Победа    |
| Драма Деск                    | 2003 | Женщины               | Лучшая приглашённая актриса в пьесе                                      | Номинация |
| Готэм                         | 2006 | На ваш суд            | Лучший актёрский состав                                                  | Номинация |
| Готэм                         | 2021 | Белый лотос           | Лучшее исполнение роли в новом сериале                                   | Номинация |
| Ассоциация критиков Голливуда | 2022 | Белый лотос           | Лучшая женская роль второго плана в сериале, мини-сериале или телефильме | Победа    |
| Кинонаграды MTV               | 2023 | Моя пиратская свадьба | Лучшая комедийная роль                                                   | Номинация |
| Кинонаграды MTV               | 2023 | Белый лотос           | Лучший испуг                                                             | Победа    |
| Кинонаграды MTV               | 2023 | —                     | Приз Comedic Genius                                                      | Победа    |
| Teen Choice Awards            | 2005 | История Золушки       | Лучшее исполнение роли злодея                                            | Победа    |